# Samsapo
Samsapo — комп'ютерний вірус, створений 24 квітня 2014, націлений на російськомовні пристрої, що використовують платформу Android. Samsapo володіє функціональністю хробака (англ. worm), він здатний до повного або часткового автоматизованого поширення з зараженого Android пристроя. Як сервер установки шкідливого коду використовується домен, зареєстровано 24 квітня 2014 року. Загроза додана в базу сигнатур вірусів компанії ESET як Android/Samsapo.A.
Пошук нових жертв здійснюється за допомогою методів соціальної інженерії. Пристрій, інфікований Samsapo, розсилає по всій адресній книзі користувача SMS-повідомлення з текстом російською мовою «Це твої фото?» з посиланням на шкідливий АРК-файл.
Вірус забирає собі великі права, крім здібностей до самопоширення Samsapo має наступні можливості:
- Підписує користувача на платні послуги (SMS-троян);
- Передає персональні дані жертви: номер телефону, SMS-повідомлення та ін. - на віддалений сервер (шпигунське ПЗ);
- Завантажує на пристрій інші шкідливі файли з певних URL-адрес (downloader);
- Маскує себе під системну утиліту com.android.tools.system v1.0;
- Блокує телефонні виклики;
- Модифікує налаштування дзвінка;
- Не має GUI і не реєструє значок в списку додатків.